# Modicana

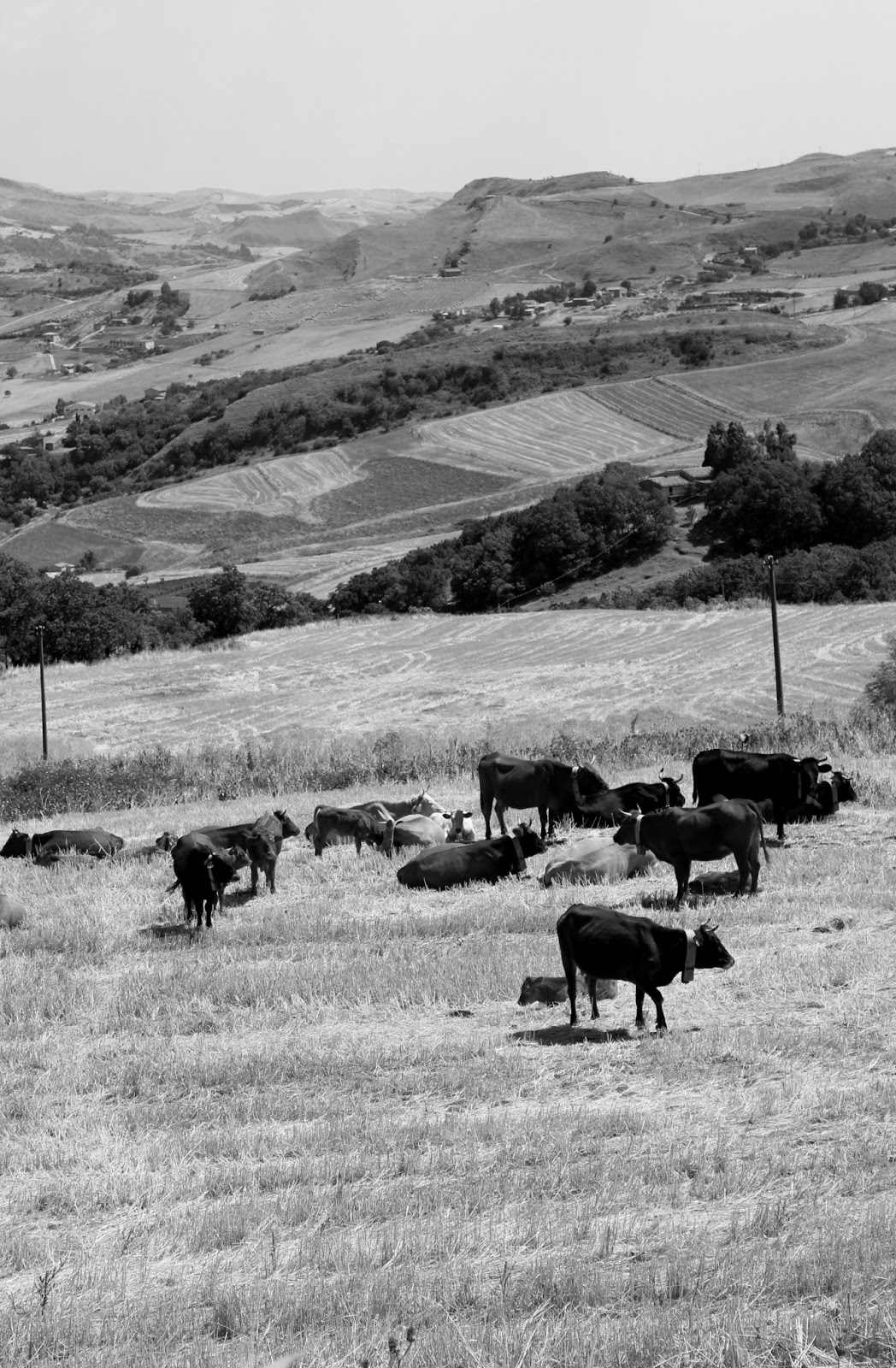
Modicane al pascolo

La modicana è la razza bovina tipica della Sicilia, precisamente originaria dell'antica Contea di Modica da cui prende il nome. È considerata una razza minore per via dei pochi esemplari presenti tuttora in Italia, circa 2000 di cui solo 650 nella sua zona d'origine. Negli ultimi anni però è in corso una valorizzazione del bestiame grazie al progetto Slow Food.

## Origine e diffusione
È originaria dell'antica Contea di Modica, che si identifica con l'attuale provincia di Ragusa, ma si è in breve tempo diffusa in diverse parti della Sicilia arrivando anche in Sardegna.  Qui, agli inizi del 1900, grazie alla sua rustica frugalità e attitudine al lavoro, è stata incrociata con delle razze autoctone, dando così vita alla razza Sardo-Modicana. Il dibattito sul suo arrivo sull'isola sicula è ancora irrisolto: secondo alcuni è giunta dal Mediterraneo, secondo altri dall'Europa continentale, a seguito di Normanni e Angioini. In ogni caso, è allevata da sempre in Sicilia, fin da quando essa è popolata. Il suo declino è legato all'introduzione dei mezzi meccanici, alla scarsa resa sia in latte (3000 litri l'anno) sia al macello (inferiore al 55%) e al fatto che molte aziende smettono di trasformare direttamente il latte in formaggio. Per questi motivi il numero degli esemplari si è fortemente ridotto, passando dai 25 000 capi allevati negli anni ‘60 ai 6000 attuali. Essa è stata inserita nel Registro Anagrafico delle popolazioni bovine autoctone e gruppi etnici a limitata diffusione, istituito nel 1985 al fine di salvaguardare le razze bovine allevate in Italia, minacciate di estinzione e per la salvaguardia di tali patrimoni genetici.

## L'allevamento
Per quanto riguarda le modalità di allevamento risulta brada tutto l'anno ed è ricoverata solamente per la mungitura. Come tutte le vacche selvagge dà latte soltanto se, al suo fianco, c'è il vitellino. La presenza del vitellino stimola la produzione di un ormone, detto Ossitocina, che provoca una contrazione delle cellule muscolari dei dotti lattiferi delle mammelle e l'escrezione del latte. Ciò avviene in risposta allo stimolo della poppata e quindi possiamo dire che abbiamo un rilascio semi-volontario. Il suo è un latte straordinario, materia prima ideale per uno dei formaggi siciliani più pregiati, il Caciocavallo Ragusano DOP. L'allevamento completamente brado garantisce anche l'altissima qualità e salubrità delle carni. Questa seconda risorsa è ancora poco valorizzata, poiché il prezzo di mercato della carne di Modicana è addirittura inferiore ai 2 euro al chilogrammo (peso vivo). Questa razza è estremamente rustica, infatti riesce a sopravvivere alle torride estati mediterranee, alimentandosi prevalentemente al pascolo con un'integrazione in stalla nei periodi in cui questo scarseggia.

## La razza Sardo-Modicana
La Sardo-Modicana, di cui oggi si contano circa 6000 esemplari, è una razza ottenuta dall'incrocio di riproduttori di razza Modicana importati dalla provincia di Ragusa in Sicilia con una razza allevata nel Montiferru e conosciuta come "bue rosso". La presenza dei tori Modicani è segnalata nel comune sardo di Santu Lussurgiu intorno al 1870. Dagli accurati incroci si è ottenuta una popolazione bovina con caratteristiche proprie, uniche nel suo genere, dove l'elemento diversità è marcato dalla rusticità della specie. Nasce come bovino a triplice attitudine: lavoro, carne e latte. L'enorme forza fisica dei manzi ne facevano la razza più richiesta per i lavori agricoli ma persa ormai quest'attitudine, rimane la produzione di carne e latte (sia pure accessoria), dalla quale si ottengono ottimi formaggi come "sa fresa", "sa trizza" e "su casizolu" (a pasta filata).  L'area di produzione è concentrata nei territori dei comuni collocati in Sardegna a cavallo tra le province di Oristano e Nuoro nel comprensorio rientrante in gran parte nella comunità Montana del Montiferru.

## Caratteristiche morfologiche
Nel maschio, il mantello risulta più scuro rispetto alla femmina, anche se generalmente si presenta di colore uniforme rosso scuro, spesso ingentilito da un grazioso ciuffo sulla testa e dal fiocco nero della coda. Inoltre può avere sfumature che vanno dal nero dei tori al fromentino chiaro delle vacche. Le sfumature nere sono presenti, per lo più, nella parte anteriore e sulla faccia esterna delle cosce. Il musello, invece, si presenta rosso scuro, le aperture naturali nero ardesia, gli unghioni neri e le corna giallastre alla base e nere in punta. La mammella è grande con i capezzoli lunghi, grossi e spesso disarmonici. La taglia e la statura sono modeste, con forme molto angolose e scheletro molto solido. Il maschio può arrivare a 160 cm al garrese per un peso di 900–1000 kg, mentre la femmina solitamente arriva ai 145 cm al garrese per un peso di 550–600 kg.

## Caratteristiche produttive

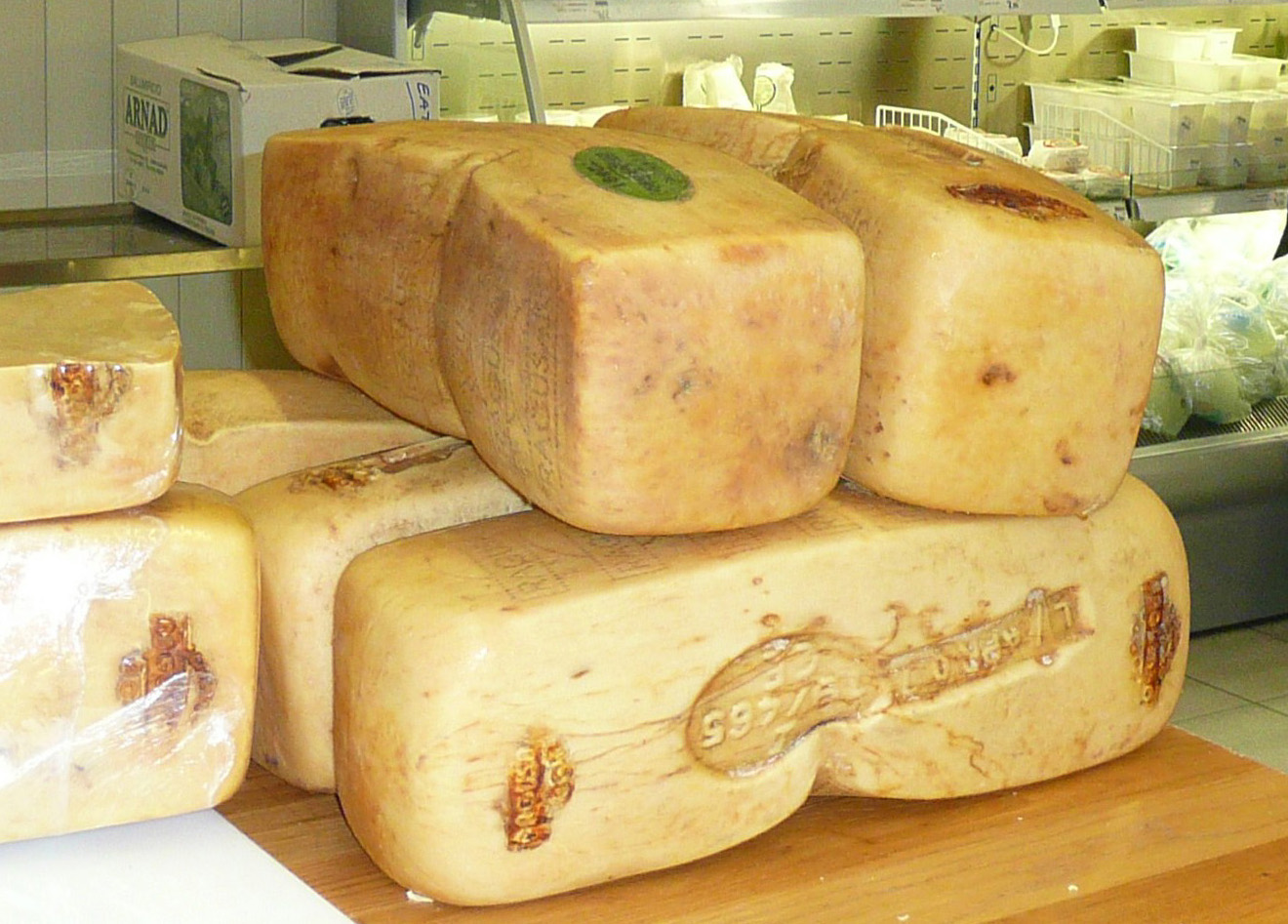
Caciocavallo Ragusano DOP

La razza Modicana si presenta come una razza a triplice attitudine. presenta ottime caratteristiche per il lavoro (grazie agli arti e agli unghioni molto forti) e discrete (per quanto riguarda la quantità) per il latte (tenuto conto anche del trattamento alimentare dovuto al sistema di allevamento brado). La produzione di latte oscilla fra i 18 e i 22 kg al giorno in una lattazione di 200-220 giorni, avente una percentuale di grasso di circa il 4%. La razza Modicana è produttrice di latte DOP.
Da questo eccellente prodotto vengono caseificati formaggi tipici siciliani come il Ragusano DOP.
Un altro prodotto d'eccellenza riguardante questa razza è la ricotta iblea, latticino tipico del ragusano, inserito nella lista italiana dei prodotti agroalimentari tradizionali (PAT).
L'attitudine alla produzione di carne è molto scarsa, anche se molto pregiata e ricercata nella cucina tradizionale.

## La conservazione della razza Modicana
Fin dal 1994 l'istituto Sperimentale Zootecnico per la Sicilia si è attivato per la conservazione e lo studio del germoplasma della razza Modicana: sono state prelevate 12.000 dosi seme che sono oggi custodite presso il Centro Italiano Zootecnico. Tali dosi vengono messe a disposizione degli allevatori tramite l'ARAS. Presso l'azienda Giardinello è allevato un nucleo di soggetti Modicani di elevato valore genetico dove vengono studiate, in collaborazione con il Dipartimento S.EN.FI.MI.ZO. dell'Università di Palermo, le caratteristiche produttive e riproduttive.

## La valorizzazione della razza Modicana: Il Presidio Slow Food
Il Presidio sta lavorando per valorizzare, oltre al Ragusano DOP, anche la qualità della carne puntando sul miglioramento dei sistemi di produzione, di lavorazione ed educando il consumatore a distinguerne la qualità. Le carni degli animali allevati al pascolo sono più difficili, infatti se non si individua il grado esatto di frollatura, cioè quel particolare processo di stagionatura che rende le carni più tenere, esse possono risultare più dure e tenaci delle altre. Inoltre, non sempre incontrano il favore del consumatore medio, il quale non gradisce il colore rosso più intenso delle carni e il colore giallognolo delle parti grasse (dovuto alla presenza di carotene nei pascoli). Grazie alla collaborazione con la Soat di Santa Croce Camerina e la Soat di Ragusa sta prendendo vita un progetto pilota che coinvolgerà alcuni allevatori di Modicana e macellai per iniziare a far conoscere le carni di questa razza coinvolgendo le mense scolastiche e i ristoratori locali.